# راي روبنسون
راي روبنسون (بالإنجليزية: Ray Robinson)‏ (26 مارس 1914 - 10 أغسطس 1965) هو لاعب كريكت أسترالي. شارك مع منتخب أستراليا الوطني للكريكت.

## وصلات خارجية
- راي روبنسون على موقع إي آس بي آن كريك إنفو (الإنجليزية)